# Benito Cereno (film)
Pour les articles homonymes, voir Benito Cereno.
Pour plus de détails, voir Fiche technique et Distribution.
Benito Cereno est un film français réalisé et produit par Serge Roullet, sorti en 1971.
Le film est une adaptation de la nouvelle éponyme d'Herman Melville, parue en 1855.

## Synopsis
Récit authentique du Capitaine Amasa Delano repris par Herman Melville en un conte énigmatique, Benito Cereno relate une mutinerie sur un navire négrier en 1799. Sur ce navire, trois hommes sont face à leur « liberté » : « l’Américain » Georges Selmark, « l'Espagnol » Ruy Guerra et « l’Africain » Temour Diop. Le film tente de montrer les courants obscurs qui traversent ces personnages, « ceux de la vie intérieure », selon le réalisateur.

## Fiche technique
- Titre : Benito Cereno
- Réalisation : Serge Roullet
- Scénario : Serge Roullet, d'après la nouvelle d'Herman Melville
- Photographie : Ricardo Aronovich
- Son : Jean-Claude Laureux
- Production : Claude-Antoine
- Société de production : Films Niepce
- Pays :  France |  Italie |  Brésil
- Lieux de tournage : France, Italie et Brésil
- Langue : Français
- Durée : 80 minutes
- Format : Couleur, Eastmancolor
- Son : Mono
- Date de sortie : 
  - France : 13 octobre 1971[1] au Studio Alpha

## Distribution
- Ruy Guerra : Benito Cereno
- Georges Selmark : Amaso Delano
- Tamour Diop : Atimbo
- Gino Turini : Nathaniel
- Philippe Nourry : Aranda
- Jacques Mercier : Rover